# Storytelling (華原朋美のアルバム)
『storytelling』（ストーリーテリング）は、日本の女性歌手、華原朋美の2作目のオリジナルアルバム。小室哲哉プロデュースによるアルバムである。

## 解説
- ビッグ・セールスを記録した1枚目のアルバム『LOVE BRACE』より1年半ぶりにリリースされた2枚目のアルバム。その間に発売され、全て1位を獲得した「save your dream」「Hate tell a lie」「LOVE IS ALL MUSIC」「たのしく たのしく やさしくね」4曲をアルバム・ヴァージョンで収録。マライア・キャリーの作品を手がけたレコーディング・エンジニアであるミック・グゾウスキー主導で音素材の再構成が進められた[1]。
- 当初は1997年10月15日にリリースされる予定が[2]3度延期となって年末にずれ込み、最終的には12月24日にリリースされた。延期理由として、小室は「1997年のアーティストの動向を知りたかった」「安室奈美恵さんの事が落ち着くまで出したくなかった」[3]「所属アーティストである華原さんと事務所社長である僕の間にマネジメント関係の人間が関与していなかった。喧嘩して1週間制作が延びたこともある」[4]「発売までの1ヶ月をプロモーションする時間として確保したかった」[5]と回答している。
- 年末の一部店頭では先行発売されたため、オリコン初登場58位だったが、翌週には100万枚以上を売り上げ1位となった。
- iTunes Store・レコチョクといった主要配信サイトでダウンロード販売は行っていた。レーベルを複数移籍をしていた（現時点での最終レーベルはユニバーサルミュージック）為、定額のサブスクリプション・ストリーミング配信はユニバーサルミュージックの楽曲のみ行われていたが、2022年12月1日よりNBCユニバーサル・エンターテイメントジャパン（旧：ORUMOK RECORDS）及びワーナーミュージックジャパン時代[注 1]時代の音源が突如解禁された事により、本作も併せて配信を開始した（但し、シングルCDでの配信は一切行われていなかったが、2023年2月に各シングルCDも配信開始した）。

## 音楽性とテーマ
- タイトルは「物語の途中」という意味を込めている。「前作とつながっている正式な続編」と思わせるにはどうしたらいいのか小室と華原は迷っていたといい、収録曲の候補20曲から小室と華原の2人だけで選んだ楽曲が収録されている[6]。
- サウンドのコンセプトは「『日本のマライア・キャリー、アラニス・モリセット、ジャネット・ジャクソンは誰なの』と言う世間の問いに対するわかりやすい形での提示、その上で華原はどんな存在なのか」を意識し、オーケストラとピアノが多用された音作りが行われている[7]。
- 「たのしく たのしく やさしくね」「Hate tell a lie」を中心に『割り切れない』『下らない』『葛藤』等歌詞を前作よりわかり難く表現し、小室のプライベートな気分・恋愛観が反映されている[4]。

## アートワーク
- ジャケットの写真・テレビCM撮影は「プライベートで華原と小室がクラブにデートに来ているところを、写真週刊誌のカメラのファインダーが狙っている」という設定で行われ、クラブはエントランスから店内まで再現された。当時小室が所有していたフェラーリ5台が撮影スタジオに持ち込まれ、その中にはフェラーリ・F50が含まれていた[8][5]。
- 当時のプロデューサーでもあり恋人でもあった小室が、華原作品の中では唯一ジャケットに写っていることで話題になり、特に裏ジャケットで2人が微笑ましく見つめ合う姿が写っているため、“ラブジャケ”などとも呼ばれた。

## プロモーション
- 「アーティストとしても、プライベートな個人としても、満足のいく内容にしよう」という小室の意向から、小室と華原は事前に2人で話し合い、ジャケットの内容を反映させて、プロモーションビデオ・セールスプロモーション等全てを「2人で力を合わせて、ツーショットでいく」ことに決めた。小室は後に「そういうアルバムを出すとなれば、必然的にプライベートな話題で一杯になります。『仲良く作ったんだね』と温かく見守ってくれるファンがいる一方で、『本当に仲が良いのか』と懐疑的になる人やマスコミも出てきます。楽曲とプライベートな話題の相乗効果で大きなセールスにつながるか、芸能界で起こったネガティブな話題で終息してしまうのか、リスクを伴う実にスリリングな賭けでした」と振り返っている[5]。
- プロモーションとして、発売日翌日の12月25日には、小室哲哉と新宿HMVで発売記念イベントを実施。

## 主な記録
- 第12回“日本ゴールドディスク大賞”ポップ・アルバム・オブ・ザ・イヤー受賞。
- オリコン1998年1月月間アルバムチャート1位。
- オリコン1998年間アルバムチャート17位。
- オリコン1998オリコン年間アーティストセールス20位。

## 収録曲
| 全作曲・編曲: 小室哲哉。 |                                                  |                    |            |      |
| #                        | タイトル                                         | 作詞               | 作曲・編曲 | 時間 |
| 1.                       | 「save your dream [album mix]」                  | 小室哲哉           | 小室哲哉   | 4:57 |
| 2.                       | 「Every morning」                                | 小室哲哉           | 小室哲哉   | 5:32 |
| 3.                       | 「afraid of tonight」                            | 小室哲哉・華原朋美 | 小室哲哉   | 2:23 |
| 4.                       | 「たのしく たのしく やさしくね [album version]」 | 小室哲哉・華原朋美 | 小室哲哉   | 6:07 |
| 5.                       | 「You just gonna sing a song」                   | 小室哲哉           | 小室哲哉   | 5:39 |
| 6.                       | 「I wanna go」                                   | 小室哲哉           | 小室哲哉   | 4:13 |
| 7.                       | 「LOVE IS ALL MUSIC [new mix]」                  | 小室哲哉           | 小室哲哉   | 4:49 |
| 8.                       | 「storytelling [instrumental]」                  |                    | 小室哲哉   | 4:56 |
| 9.                       | 「Hate tell a lie [album mix]」                  | 小室哲哉           | 小室哲哉   | 4:44 |
| 10.                      | 「You don't give up」                            | 小室哲哉           | 小室哲哉   | 5:48 |
| 11.                      | 「afraid of tonight [TK mix]」                   | 小室哲哉・華原朋美 | 小室哲哉   | 5:08 |
| 12.                      | 「たのしく たのしく やさしくね [TK remix]」      | 小室哲哉・華原朋美 | 小室哲哉   | 6:04 |
| 合計時間:                | 合計時間:                                        | 合計時間:          | 60:20      |      |

## 楽曲解説
1. save your dream [album mix]
高音を炸裂させた5枚目のシングルの最後にコーラスが加わったアルバムミックス。一部華原のボーカルが新しく録り直され、全体の響きも変えられている[6]。
2. Every morning
1997年8月に曲が出来上がった。プロモーション活動では本人のアイデアでダンサーを引き連れて、この曲を歌った。華原は「ちょっと音程が外れた」感じで自由に歌い、「聞かん坊の私の姿が見えている」と語っている[6]。
3. afraid of tonight
実験作品的ナンバー。詩は華原と小室の共作。「夜がどうしても怖い」をテーマにしている[6]。
4. たのしく たのしく やさしくね [album version]
本人が詩を手掛けたナンバーの8枚目のシングルのアルバムバージョン。
5. You just gonna sing a song
華原が一瞬「自分の声が色々な声に似て聴こえて、自分が誰かに似ているのではないかと」嫌になり、「何故自分が歌いたくないのか」と悩んでいたのを相談された小室は「テレビ出演・レコーディング等のお仕事ではなくて、日常で自然に鼻歌を口ずさむ様に。あなたはあなたの歌を歌ってほしい」と華原を励ますように作られた曲[6]。桃の天然水初代CM曲。
6. I wanna go
当時は斬新だったヴォコーダーを掛けたクラブミュージック。
2か月後、9枚目のシングルとして新たにアレンジを施しシングルカットされた。
1999年にはドラマ『週末婚』の主題歌として女性3人組のAN-Jがデビュー曲としてカバーした。
7. LOVE IS ALL MUSIC [new mix]
7枚目のバラードシングルの新ミックス。小室のコーラスが抑えられたミックスが施されている。
8. storytelling [instrumental]
表題曲。インストとしては長く本格的なものとなっている。
歌詞も制作されスタッフは締め切りギリギリになっても、歌入れするかどうか迷っていた[6]。
歌詞のルーツは小室と華原の会話から来ている[9]。次作『Nine cubes』に歌詞が入ったverが収録されている。
9. Hate tell a lie [album mix]
ミリオンセラーにもなった6枚目のシングル。ハーモニカがさらに加わったアルバムミックス。
10. You don't give up
本作における最も聴かせどころとなる強いメッセージ性のあるバラードナンバー。
4か月後に10枚目のシングルとしてシングルカットされた。
11. afraid of tonight [TK mix]
歌詞カードにはない華原の作詞した部分が[TK mix]では追加されている。
12. たのしく たのしく やさしくね [TK remix]

## 参加ミュージシャン
- ランディ・ウォルドマン - ストリングスアレンジ
- 松尾和博 - ギター
- 佐野健二、カーマイン・ロハス - ベース
- ミック・グゾウスキー、小室哲哉 - ミキシング

## アルバム曲タイアップ
- save your dream [album mix]
ロッテチョコレート「紗々」CFソング
- Every morning
NTT PC コミュニケーションズ「InfoSphere」CMソング（自身出演）
- たのしくたのしくやさしくね [album version]
- たのしく たのしく やさしくね [TK remix]
カネボウ化粧品「REVUE エステクチュール ジェルファンデーション」CFソング
- You just gonna sing a song
JT「桃の天然水」CMソング（自身出演）
- LOVE IS ALL MUSIC [new mix]
三貴「銀座ジュエリーマキ ツインエステートジュエリー」CFソング
- Hate tell a lie [album mix]
カネボウ化粧品「Bronzelove」CFソング